# Thames Valley Chargers
I Thames Valley Chargers sono stati una squadra di football americano, di Reading, in Inghilterra.

## Storia
Fondati nel 1983 col nome di Henley Hogs, in seguito furono ridenominati Thames Valley Chargers. Nel 1994 si fusero con i West London Aces cambiando nome in Thames Valley Aces, ma l'anno successivo tornarono al nome Chargers. Hanno chiuso nel 1995.

## Dettaglio stagioni

### Tornei

#### Tornei nazionali

##### Campionato

###### Tabella 1984/Budweiser League National Division
| Stagione | regular season | regular season | regular season | regular season | regular season | regular season | playoff | playoff | playoff | playoff | playoff | playoff   | playoff    |
|          | Vin            | Par            | Per            | Tot            | PF             | PS             | Vin     | Per     | Tot     | PF      | PS      | risultato | avversaria |
| -------- | -------------- | -------------- | -------------- | -------------- | -------------- | -------------- | ------- | ------- | ------- | ------- | ------- | --------- | ---------- |
| 1984     | 3              | 0              | 0              | 3              | ?              | ?              | -       | -       | -       | -       | -       | -         | -          |
| 1984     | 0              | 0              | 6              | 6              | ?              | ?              | -       | -       | -       | -       | -       | -         | -          |
| 1987     | 4              | 0              | 6              | 10             | 168            | 207            | -       | -       | -       | -       | -       | -         | -          |
| Totale   | 7              | 0              | 12             | 19             | 168+?          | 207+?          | -       | -       | -       | -       | -       |           |            |

Fonti: Enciclopedia del Football - A cura di Roberto Mezzetti

###### Budweiser League Premier Division
| Stagione | regular season | regular season | regular season | regular season | regular season | regular season | playoff | playoff | playoff | playoff | playoff | playoff    | playoff             |
|          | Vin            | Par            | Per            | Tot            | PF             | PS             | Vin     | Per     | Tot     | PF      | PS      | risultato  | avversaria          |
| -------- | -------------- | -------------- | -------------- | -------------- | -------------- | -------------- | ------- | ------- | ------- | ------- | ------- | ---------- | ------------------- |
| 1987     | 9              | 0              | 1              | 10             | 270            | 77             | 1       | 1       | 2       | 36      | 35      | Semifinale | Bournemouth Bobcats |
| Totale   | 9              | 0              | 1              | 10             | 270            | 77             | 1       | 1       | 2       | 36      | 35      |            |                     |

Fonti: Enciclopedia del Football - A cura di Roberto Mezzetti

### Riepilogo fasi finali disputate
| Anno           | Luogo   | Evento                            | Fase del torneo | Incontro                            | Risultato |
| 30 agosto 1987 | Feltham | Budweiser League Premier Division | Semifinale      | Heathrow Jets - Bournemouth Bobcats | 8 - 28    |

## Palmarès
- 4 Campionati britannici di passball[2] (1989, 1990, 1991, 1992)
- 5 Campionati di touch football junior (1989[1], 1990[1], 1991[1], 1992[1], 1993[3])